# Kreminnà
Kreminnà (en ucraïnès Кремінна, en rus Кременная, Kremennaia) és una ciutat de l'óblast de Luhansk a Ucraïna, situada actualment a zona ocupada per la República Popular de Luhansk de la Rússia. El 2021 tenia 18.417 habitants.